# Соболев, Виктор Васильевич (министр)
Виктор Васильевич Соболев (род. 30 декабря 1948, Токмак) — государственный деятель Казахстана.

## Биография
Родился 30 декабря 1948 года в г. Токмаке Киргизской ССР.
Окончил Алма-Атинский институт народного хозяйства, Академию народного хозяйства при Совете Министров СССР.
С 1989 года — первый заместитель министра финансов Республики Казахстан.
В 1993—1994 годах — министр труда Республики Казахстан.
В 1994—1996 годах — заместитель премьер-министра Республики Казахстан.